# Jodia lateritia
Jodia lateritia är en fjärilsart som beskrevs av Tutt 1902. Jodia lateritia ingår i släktet Jodia och familjen nattflyn. Inga underarter finns listade i Catalogue of Life.